# Dike Basket Napoli 2018-2019
Questa voce raccoglie le informazioni riguardanti la Dike Basket Napoli nelle competizioni ufficiali della stagione 2018-2019.

## Stagione
La stagione 2018-2019 della Dike Basket Napoli, sponsorizzata  Saces Mapei Sorbino è la quinta che disputa in Serie A1 femminile.
Il 25 gennaio 2019 si ritira dal campionato per difficoltà finanziarie

## Rosa
|    | Naz.                                     | Ruolo | Sportivo           | Anno | Alt. |  |  |
| -- | ---------------------------------------- | ----- | ------------------ | ---- | ---- |  |  |
| 2  | Italia (bandiera)                        | A     | Laura Macchi       | 1979 | 188  |  |  |
| 3  | Italia (bandiera)                        | P     | Chiara Pastore     | 1986 | 175  |  |  |
| 7  | Italia (bandiera)                        | A     | Nene Diene         | 1992 | 180  |  |  |
| 8  | Italia (bandiera)                        | A     | Marzia Tagliamento | 1996 | 181  |  |  |
| 10 | Stati Uniti (bandiera)                   | G     | Courtney Williams  | 1994 | 173  |  |  |
| 13 | Argentina (bandiera) · Italia (bandiera) | P     | Débora González    | 1990 | 171  |  |  |
| 15 | Stati Uniti (bandiera)                   | A     | Gabby Williams     | 1996 | 180  |  |  |
| 18 | Italia (bandiera)                        | G     | Elisa Mancinelli   | 1995 | 175  |  |  |
| 20 | Stati Uniti (bandiera)                   | C     | Isabelle Harrison  | 1993 | 190  |  |  |
| 22 | Italia (bandiera)                        | C     | Kathrin Ress       | 1985 | 193  |  |  |
| 23 | Italia (bandiera)                        | C     | Maria Giuseppone   | 1999 | 185  |  |  |

## Mercato
Confermate le giocatrici Chiara Pastore, Débora González e Nene Diene, la società ha effettuato i seguenti trasferimenti:
| Acquisti | Acquisti           | Acquisti       | Acquisti   |
| R.       | Nome               | da             | Modalità   |
| -------- | ------------------ | -------------- | ---------- |
| A        | Laura Macchi       | Famila Schio   | definitivo |
| A        | Marzia Tagliamento | Famila Schio   | definitivo |
| G        | Courtney Williams  | Perth Lynx     | definitivo |
| A        | Gabrielle Williams | Chicago Sky    | definitivo |
| G        | Elisa Mancinelli   | Alpo Basket    | definitivo |
| C        | Isabelle Harrison  | KEB Bucheon    | definitivo |
| C        | Kathrin Ress       | Famila Schio   | definitivo |
| C        | Maria Giuseppone   | Cest. Spezzina | definitivo |

| Cessioni | Cessioni              | Cessioni        | Cessioni       |
| R.       | Nome                  | a               | Modalità       |
| -------- | --------------------- | --------------- | -------------- |
| C        | Kelsey Bone           | Orzel Polkowice | fine contratto |
| P        | Francesca Di Battista | -               | fine contratto |
| A        | Sabrina Cinili        | Eirene Ragusa   | fine contratto |
| G        | Beatrice Carta        | Barça CBS       | fine contratto |
| AC       | Alejandra Chesta      | -               | fine contratto |
| A        | Jillian Harmon        | Eirene Ragusa   | fine contratto |
| C        | Dubravka Dačić        | IK Eos          | fine contratto |
| G        | Jacki Gemelos         | Famila Schio    | fine contratto |
| G        | Flavia De Cassan      | Azzurra Orvieto | fine contratto |